# Чичагов, Михаил Николаевич
Михаил Николаевич Чичаго́в (27 декабря 1836  [8 января 1837], Москва — 9 [21] октября 1889, Москва) — русский архитектор, известный зданиями театров в Москве, Самаре, Воронеже. Представитель русского стиля.

## Биография
Сын архитектора Н. И. Чичагова, брат Д. Н. Чичагова. Получил образование в училище при реформаторской церкви и Московском дворцовом архитектурном училище. После окончания обучения непродолжительное время работал в Дворцовом ведомстве, затем перешёл в городскую управу, где занял должность архитектора. Вскоре вышел в отставку и отправился на длительную стажировку в Европу, побывал в Германии, Франции и Италии. По возвращении работал на перестройке и ремонте построек Московского кремля, преподавал в МУЖВЗ.
Карьера М. Н. Чичагова, как именно театрального архитектора, пошла в гору после того, как в 1882 году было дозволено строительство частных театров (Чичагов сотрудничал с полулегальным театром А. А. Бренко и ранее, и был своим человеком в театральной среде). Наиболее известным чичаговским театром был московский Русский драматический театр Корша, 1885 (ранее, Чичагов перестроил для труппы Корша Лианозовский театр, будущее здание МХАТ в Камергерском переулке).

…архитектор М. Н. Чичагов — строитель Пушкинского театра и общий друг артистов…

В. А. Гиляровский, «Люди театра»

Как и все мужчины в роду Чичаговых, Михаил Николаевич умер преждевременно, в 1889 году — от инсульта. Похоронен на Ваганьковском кладбище.

## Постройки

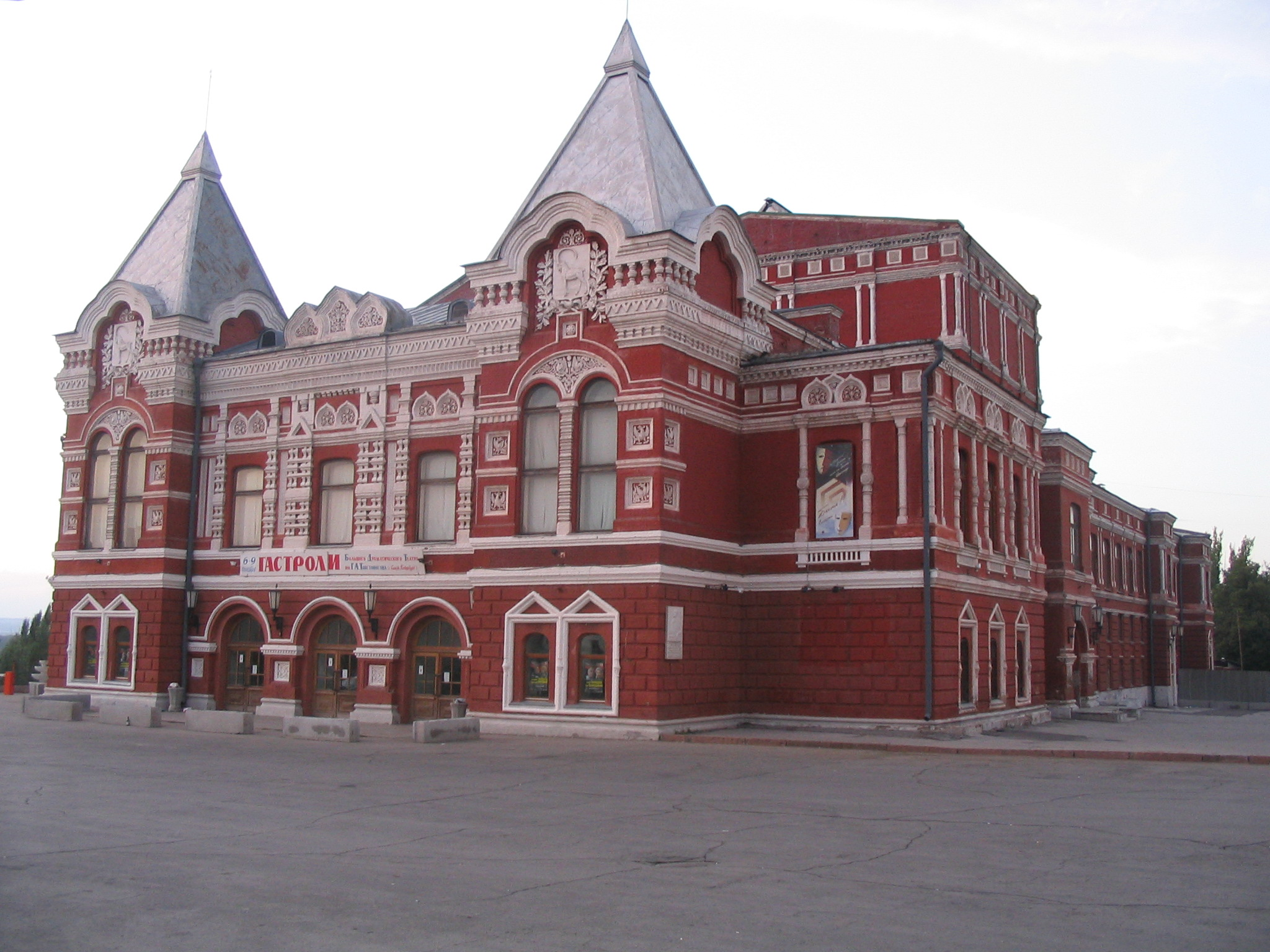
Самарский государственный театр драмы им. Горького

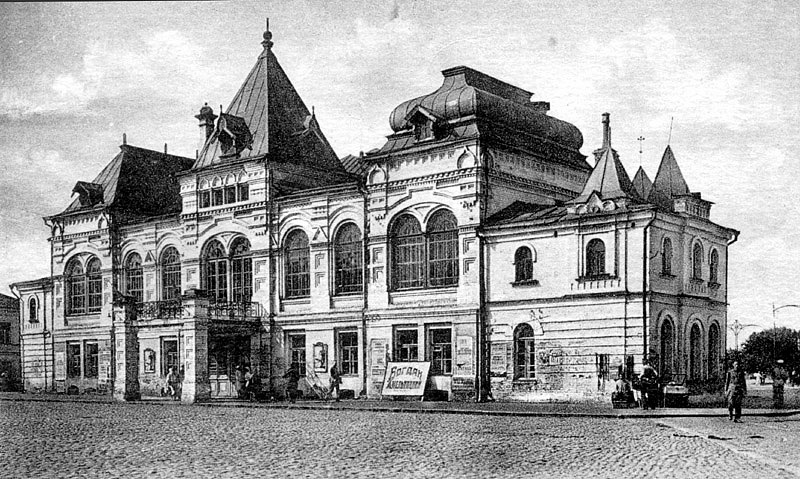
Воронежский академический театр драмы имени А. В. Кольцова

- 1882 — перестройка дома П. И. Одоевского под размещение театра (Москва, Камергерский переулок, 3)
- 1885 — Театр Корша в Москве, Петровский переулок, современный Государственный театр наций
- 1884—1885 — Мальцевское ремесленное училище во Владимире
- 1885 — Бахрушинская больница, совместно с Б. В. Фрейденбергом (Москва, Улица Стромынка, 1)
- 1885—1886 — перестройка драматического театра имени А. В. Кольцова в Воронеже (перестроен в 1937)
- 1886—1887 — театр в Самаре, современный Самарский государственный театр драмы им. Горького
- 1888 — пристройки к зданию Товарищества гостиницы Эрмитаж-Оливье (Москва, Неглинная улица, 18), строительство осуществлял архитектор Н. И. Якунин